# Assimileerbare stikstof
Assimileerbare stikstof is stikstof in de vorm van chemische verbindingen die door een organisme kunnen worden gebruikt om te groeien en eiwitten te synthetiseren. De meeste organismen kunnen hiervoor geen gebruik maken van de (di)stikstof die zich als gas in de atmosfeer bevindt. Ammoniak en nitraat zijn vormen van stikstof die wel door planten en micro-organismen kunnen worden gebruikt. Dieren hebben de stikstof daarvoor in de vorm van aminozuren nodig.